# 高須町
高須町（たかすちょう）は、かつて岐阜県海津郡に存在した町である。
高須藩の高須陣屋の城下町を中心とした地域であり、揖斐川と大江川に挟まれた輪中の町である。
1955年に合併で海津町となった後、2005年に海津町、南濃町、平田町が合併し、現在は海津市の一部である。
現在の地名は、海津町高須町、海津町高須、海津町福岡、海津町西小島、海津町東小島、海津町萱野、海津町札野、海津町馬目、海津町内記などである。

## 歴史
- 1601年（慶長6年） - 徳永寿昌により高須藩が立藩する。
- 1628年（寛永5年） - 改易により高須藩は廃藩となり、一時美濃郡代の領地となる。
- 1640年（寛永17年） - 小笠原貞信により高須藩が再興されるが、1691年（元禄4年）に改易で再び廃藩。天領、美濃郡代領となる。
- 1700年（元禄13年） - 松平義行（尾張藩第2代藩主・徳川光友の2男）が高須藩を立藩。以降尾張徳川家御連枝である松平氏が藩主となり、この地域の大部分は高須藩領であった。
- 1868年（明治元年）時点、この地域は美濃国石津郡であった。
- 1872年（明治5年） - 高須町と高須村が合併し、高須町になる。
- 1878年（明治11年） - 石津郡は上石津郡と下石津郡に分割され、この地域は下石津郡となる。
- 1881年（明治14年）7月 - 高須町が高須町と高須村に分立する。
- 1889年（明治22年）7月1日 - 町村制により下石津郡高須町が町制施行。
- 1897年（明治30年）4月1日[1] - 郡制に基づき、下石津郡、海西郡と安八郡の一部が合併し、海津郡になる。
- 1897年（明治30年）4月1日 - 高須町、高須村、萱野村、札野村、内記村、馬目村、福岡村、日下丸村、西小島村、東小島村 が合併し、高須町になる。
- 1927年（昭和2年）2月1日 - 高須町に本店を置いていた高須貯蓄銀行が資本金不足を理由に業務停止命令を受け[2]事実上倒産。
- 1955年（昭和30年）1月15日 - 西江村、大江村、吉里村、東江村と合併して海津町となる。同日、高須町廃止。

## 学校
- 高須町立高須小学校（現・海津市立高須小学校）
- 組合立日新中学校（現・海津市立日新中学校）
- 岐阜県立海津高等学校

## 観光
- 高須城址
- 高須陣屋
- 二恩寺（真宗大谷派 高須別院）